# Closer (chanson de The Chainsmokers)
Pour les articles homonymes, voir Closer.
Singles de The Chainsmokers
Inside Out
(2016) All We Know
(2016)
Closer (traduction en français : « Plus proche ») est une chanson du duo de disc jockeys américain The Chainsmokers en collaboration avec la chanteuse Halsey. 
Elle a connu un énorme succès à travers le monde, se classant no 1 aux États-Unis, au Canada, au Royaume-Uni, et dans plusieurs pays d'Europe.
La version lyrics a été vue plus de 2,4 milliard de fois, ce qui en fait la vidéo lyrics ayant le plus de vues sur YouTube. Closer est resté 12 semaines numéro 1 aux États-Unis soit la 3e meilleure performance de sa décennie (Uptown Funk et See You Again sont les 2 autres musiques). Le clip vidéo est sorti le 24 octobre 2016, mais la vidéo « lyrics » est restée plus populaire.
Closer est interprétée pour la première fois en live lors de la cérémonie des MTV music awards 2016, par The Chainsmokers ainsi que Halsey. À la suite de cette performance, la musique se classe numéro 1 aux États-Unis, une première pour des Disc jockeys. La musique a été nommée aux Grammy Awards 2017 dans la catégorie meilleur duo.

## Genèse et développement
L'aire de la musique a été trouvé par l'un des membres de The chainsmokers, Andrew Taggart lorsqu'il était avec le DJ Canadien Shaun Frank, qui l'aurait pousser à ne pas seulement faire la partie l'instrumental mais à chanter également sur le morceaux. La musique aurait aussi était influencé par les musiques du groupe Blink-182 selon Andrew Taggart, le groupe est même mentionné explicitement dans la musique. Au départ ça ne devait pas être Halsey qui chante sur la musique mais Camila Cabello ancienne membre du groupe Fifth Harmony.
La chanson est sortie le 29 juillet 2016. La musique évoque deux ex qui se retrouvent quatre ans après leur rupture Andrew Taggart chante du point de vue masculin alors que Halsey chante du point de vue féminin. La musique est marquée par beaucoup de références à la jeunesse américaine comme les villes de Boulder et de Tucson ainsi que le groupe Blink-182.
Cette chanson contient un sample de Over My Head (Cable Car) (en) du groupe The Fray puisqu'ils ont crédité le chanteur Isaac Slade et le guitariste Joe King.

## Accueil critique
Le prestigieux journal Billboard décrit Closer comme « un classique immédiat ». Deepa Lakshmin, journaliste à MTV évoque Closer comme une « musique rafraîchissante qu'il vous faut pour l'été ». Les critiques étaient plutôt mitiges sur Closer la décrivant comme une « musique qui évoque une certaine nostalgie, mais trop mainstream. C'est une musique qui nous rappellera des bons souvenirs en 2025 quand elle sera beaucoup moins jouée par les radios ».

## Performance commerciale
Closer débute à la neuvième place du Billboard hot 100, avant d'atteindre la première place du classement fin août. Closer va connaitre un énorme succès dans le monde anglophone à la rentrée 2016 et va être numéro 1 en Australie, Nouvelle-Zélande, États-Unis, Canada, Afrique du Sud, et Royaume-Uni.
Dès septembre, le morceau atteint également la première place au Portugal, aux Pays-Bas, en Allemagne et dans les pays scandinaves.
Après le succès dans le monde anglo-saxon et en Europe Closer va être numéro 1 dans certains pays d’Amérique du Sud dont le Brésil en octobre. En fin d'année, le succès de la musique s’étendra en Italie, en Asie (Inde, Philippines, Malaisie, Émirats arabes unis) et dans les pays de l'est de l'Europe ou elle attendra la première place des différents classements. En France et en Espagne, le succès ne fut pas autant retentissant que dans le reste du monde.
Closer restera 5 semaines numéro 1 au Royaume-Uni, 12 aux États-Unis, 13 au Canada, sera la musique la plus vendue de l'année en Australie ainsi que dans le monde en 2016 selon United World Charts.
La musique a aussi battu le record de semaines dans le top 10 des ventes de single aux États-Unis en restant 32 semaines, mais son record tombera quelques mois plus tard, la musique Shape of You d'Ed Sheeran restera 33 semaines dans le top 10 américain. Closer est la musique électronique ayant été numéro 1 dans le plus grand nombre de pays. C'est également la troisième musique la plus jouée de tous les temps sur la plateforme de Streaming Spotify (derrière One Dance de Drake et Shape of You de Ed Sheeran).

## Classements et certifications

### Classements hebdomadaires
| Classement (2016-2018)                    | Meilleure position |
| ----------------------------------------- | ------------------ |
| Allemagne (Media Control AG)              | 1                  |
| Argentine Argentina Digital Songs (CAPIF) | 1                  |
| Australie (ARIA)                          | 1                  |
| Autriche (Ö3 Austria Top 40)              | 1                  |
| Belgique (Flandre Ultratop 50 Singles)    | 1                  |
| Brésil (Billboard Brasil Pop Airplay)     | 1                  |
| Canada (Hot 100)                          | 1                  |
| Tchéquie (IFPI Rádio)                     | 1                  |
| Danemark (Tracklisten)                    | 1                  |
| Espagne (PROMUSICAE)                      | 4                  |
| Finlande (Suomen virallinen lista)        | 1                  |
| France (SNEP)                             | 11                 |
| Hongrie (Rádiós Top 40)                   | 1                  |
| Inde (Radio Mirchi Angrezi Top 20)        | 1                  |
| Irlande (IRMA)                            | 1                  |
| Israël (Media Forest)                     | 1                  |
| Italie (FIMI)                             | 1                  |
| Liban (Lebanese Top 20)                   | 2                  |
| Mexique Mexico Ingles Airplay (Billboard) | 1                  |
| Pays-Bas (Single Top 100)                 | 1                  |
| Nouvelle-Zélande (RMNZ)                   | 1                  |
| Norvège (VG-lista)                        | 1                  |
| Philippines (Philippine Hot 100)          | 1                  |
| Portugal (AFP)                            | 1                  |
| Roumanie (Media Forest)                   | 1                  |
| Écosse (OCC)                              | 1                  |
| Slovaquie (IFPI Rádio)                    | 1                  |
| Slovénie (SloTop50)                       | 1                  |
| Afrique du Sud (RISA)                     | 1                  |
| Suède (Sverigetopplistan)                 | 1                  |
| Royaume-Uni (UK Singles Chart)            | 1                  |
| Royaume-Uni (UK Dance Chart)              | 1                  |
| États-Unis (Hot 100)                      | 1                  |
| États-Unis (Pop Airplay)                  | 1                  |

### Certifications
| Pays                    | Certification | Ventes certifiées | Ref.   |
| ----------------------- | ------------- | ----------------- | ------ |
| Allemagne (BVMI)        | Platine       | 1 000 000         | [ 35 ] |
| Australie (ARIA)        | 9× Platine    | 630 000           | [ 36 ] |
| Autriche (IFPI)         | Platine       | 50 000            | [ 37 ] |
| Belgique (BEA)          | 4× Platine    | 140 000           | [ 38 ] |
| Canada (Music Canada)   | 9× Platine    | 720 000           | [ 39 ] |
| Danemark (IFPI)         | 3× Platine    | 180 000           | [ 40 ] |
| Espagne (Promusicae)    | 2× Platine    | 80 000            | [ 41 ] |
| États-Unis (RIAA)       | 7x Platine    | 7 000 000         | [ 42 ] |
| France (SNEP)           | Platine       | 150 000           | [ 43 ] |
| Italie (FIMI)           | 7× Platine    | 400 000           | [ 44 ] |
| Nouvelle-Zélande (RMNZ) | 5× Platine    | 150 000           | [ 45 ] |
| Pologne (ZPAV)          | Diamant       | 100 000           | [ 46 ] |
| Royaume-Uni (BPI)       | 3× Platine    | 1 700 000         | [ 47 ] |
| Suisse (IFPI)           | 5× Platine    | 200 000           | [ 48 ] |